# Годинештиј де Жос (Бакау)
Годинештиј де Жос (рум. Godineștii de Jos) насеље је у Румунији у округу Бакау у општини Вултурени. Oпштина се налази на надморској висини од 191 m.

## Становништво
Према подацима из 2002. године у насељу је живело 256 становника, од којих су сви румунске националности.